# Khamtai Siphandon
Khamtai Siphandon (Provincie Champassak, 8 februari 1924 – Vientiane, 2 april 2025) was president van Laos en partijvoorzitter van de Laotiaanse Revolutionaire Volkspartij. 

## Levensloop
Khamtai Siphandon werd geboren op het eiland Don Khong (onderdeel van het gebied genaamd Si Phan Don, 4000 Eilanden in het Nederlands). 
Tot de Pathet Lao in december 1975 de macht overnam in Laos was Khamtai Siphandon generaal en commandant van de Pathet Lao. In de eerste communistische regering werd hij minister van Defensie en vicepremier (1975-1991). Hij werd tevens opperbevelhebber van het leger. In 1991 werd Khamtai minister-president. Na het overlijden van president en partijvoorzitter Kaysone Phomvihane in 1992, werd Khamtai tevens partijvoorzitter. In 1998 verwisselde hij het premierschap voor het presidentschap van de Democratische Volksrepubliek Laos, een post die hij bekleedde tot 8 juni 2006. Hij werd opgevolgd door Choummaly Sayasone.
Siphandon overleed op 2 april 2025 op 101-jarige leeftijd.